# Classic Moody Blues
Classic Moody Blues: The Universal Masters Collection è un compilation di brani dei The Moody Blues del 1999.

## Tracce
1. Your Wildest Dreams
2. Question
3. Voices in the Sky
4. Isn't Life Strange
5. No More Lies
6. I Dreamed Last Night
7. Sitting At The Wheel
8. Gimme A Little Somethin'
9. Bless the Wings (That Bring You Back)
10. Driftwood
11. After You Came
12. Talking Out Of Turn
13. Watching and Waiting
14. Highway
15. Dear Diary
16. A Simple Game
17. Nights in White Satin

## Formazione
- Justin Hayward: Chitarra/Voce
- John Lodge: Basso/Voce
- Michael Pinder: Tastiera/Voce
- Patrick Moraz: Tastiera
- Ray Thomas: Flauto/Voce
- Graeme Edge: Batteria